# إحصاء رياضي
الإحصاء الرياضي هو تطبيق نظرية الاحتمالات ومفاهيم رياضية أخرى على الإحصاء، على عكس تقنيات جمع البيانات الإحصائية. تشمل التقنيات الرياضية المحددة المستخدمة بشكل شائع في الإحصاء التحليل الرياضي، والجبر الخطي، والتحليل العشوائي، والمعادلات التفاضلية، ونظرية القياس.

## مقدمة

توضيح للانحدار الخطي على مجموعة بيانات. يُعد تحليل الانحدار جزءًا مهمًا من الإحصاء الرياضي.

يُعنى جمع البيانات الإحصائية بتخطيط الدراسات، وخاصةً بتصميم التجارب العشوائية وتخطيط المسوحات باستخدام العينات العشوائية. غالبًا ما يتبع التحليل الأولي للبيانات بروتوكول الدراسة المُحدد قبل إجرائها. كما يُمكن تحليل بيانات الدراسة للنظر في فرضيات ثانوية مستوحاة من النتائج الأولية، أو لاقتراح دراسات جديدة. يستخدم التحليل الثانوي لبيانات الدراسة المُخطط لها أدوات تحليل البيانات، وتُعرف هذه العملية بالإحصاءات الرياضية.
يُقسم تحليل البيانات إلى:
- الإحصاءات الوصفية: وهي الجزء من الإحصاءات الذي يصف البيانات، أي يُلخصها وخصائصها النموذجية.
- الإحصاءات الاستدلالية: وهي الجزء من الإحصاءات الذي يستخلص النتائج من البيانات (باستخدام نموذج مُعين للبيانات): على سبيل المثال، تتضمن الإحصاءات الاستدلالية اختيار نموذج للبيانات، والتحقق مما إذا كانت البيانات تُلبي شروط نموذج مُعين، وتحديد مقدار عدم اليقين المعني (مثل استخدام فترات الثقة).

بينما تُعطي أدوات تحليل البيانات أفضل النتائج على بيانات الدراسات العشوائية، إلا أنها تُطبّق أيضًا على أنواع أخرى من البيانات، مثل التجارب الطبيعية والدراسات الرصدية، حيث يعتمد الاستدلال في هذه الحالة على النموذج الذي يختاره الإحصائي، وبالتالي يكون ذاتيًا.